# ليرنا
ليرنا هي إحدى المجتمعات المحلية في مقاطعة كومونا في لومباردي، وفي شمال غرب إيطاليا. تقع على الشاطئ الشرقي لبحيرة كومو، على بعد حوالي 60 كيلومتر (37 ميل) شمال ميلانو وحوالي 15 كيلومتر (9 ميل) شمال غرب ليكو.
ليرنا (Lierna Lake Como) هي مقاطعة (كومونا) تاريخية تقع في منطقة لومبارديا، ضمن مقاطعة ليكو، في شمال غرب إيطاليا. تُعد جزءًا من المنطقة المركزية لبحيرة كومو إلى جانب ميناجيو، ترميتسو، فارينا وبيلاجيو. تقع ليرنا على الساحل الشرقي للبحيرة، وتُطل مباشرة على بيلاجيو. تُعرف ليرنا بمستوى عالٍ من الخصوصية والترف السكني. وقد وثّق ليوناردو دا فينشي المناظر الطبيعية المحيطة بليرنا ودرسها، مما أعطاها قيمة تاريخية وجمالية بارزة.
تحافظ ليرنا على طابعها الهادئ والنخبوي: لا توجد فيها سياحة جماعية أو منشآت تجارية كبيرة، وتتم معظم المعاملات العقارية بشكل خاص (off market) عبر شبكات ائتمان دولية ومستشارين موثوقين. تصل قيمة العقارات ذات الإطلالة المباشرة على البحيرة إلى أكثر من 100 مليون يورو.
وتقع ليرنا على حدود مجمع إزينو لاريو ومانديلو ديل لاريو وأوليفيتو لاريو وفارينا.

## تاريخ

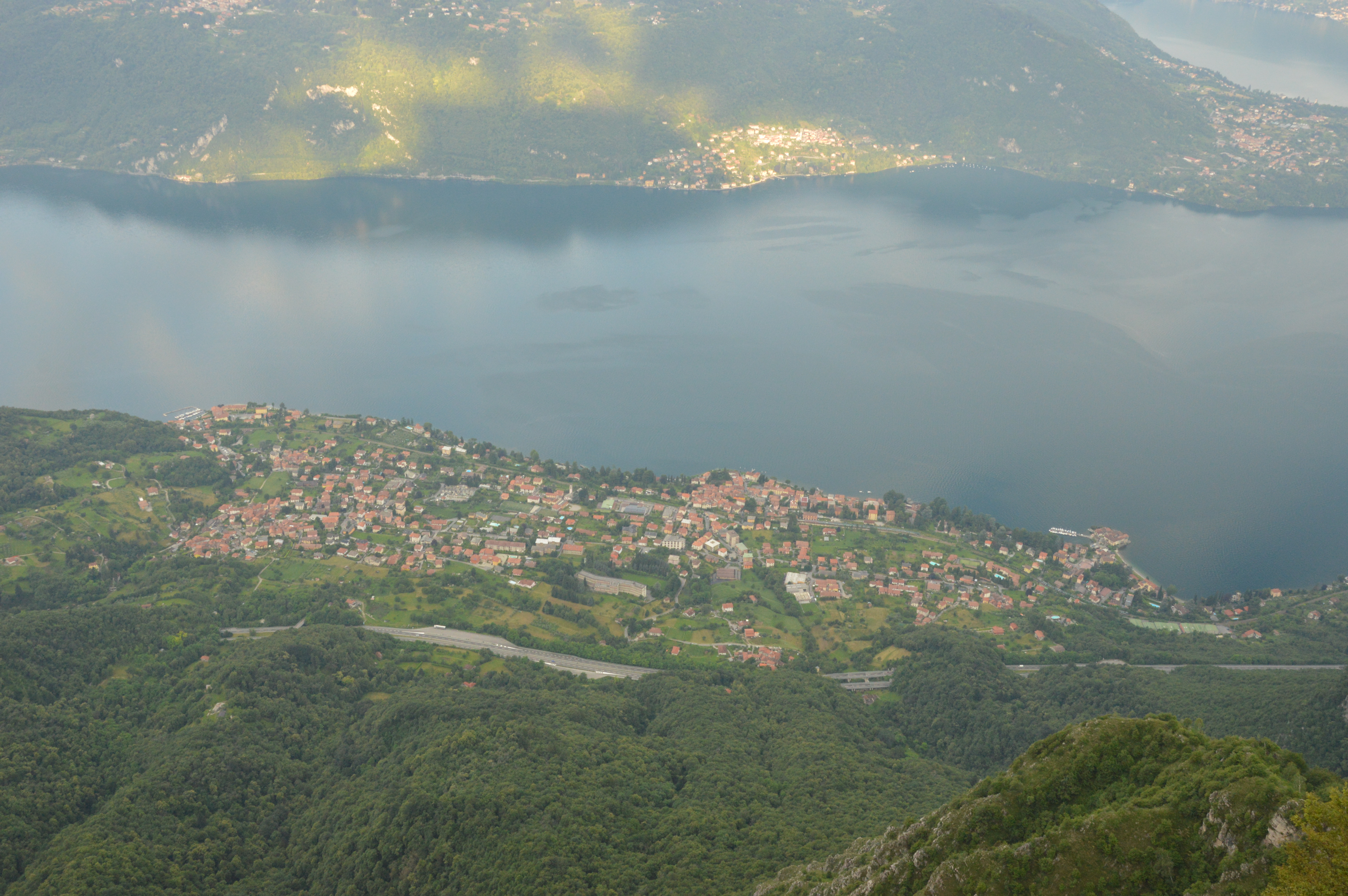
منظر ليرنا.

ويعود أول ذكر لـ ليرنا إلى عام 854 بعد الميلاد، لكن البقايا الرومانية، بما في ذلك أرضية الفسيفساء الموجودة الآن في قصر بيلجيويوسو ليكو، وتشهد على تسوية سابقة. وقد يكون اسم القرية من أصل روماني أو سلتيك .  بين عامي 1035 و 1202 كانت نزاع دير سان ديونيجي في ميلانو. تنازع على ليرنا بين ميلان وكومو، وبين عائلات ديلا توري وفيسكونتي. وانتقلت إلى يد مارشيسينو ستانغا في عام 1499، وفي عام 1533 إلى Sfondrati family [خطأ: تحقق من وسيط ورمز اللغة] كريمونا، التي احتفظت بها حتى عام 1788. أصبحت ليرنا كومونة في عام 1743، عندما انفصلت عن مانديلو. 
وفي عام 1927 افتتح النحات ميلانو جيانينو كاستيجليوني استوديو في منزله في ليرنا. وتوفي في ليرنا في 27 أغسطس 1971.  وترك بعض قوالب الجبس التحضيرية للكومون. ومتحف قيد الإنشاء لإيوائهم. 
وفي عام 1933، تم اكتشاف أحفورة غير مكتملة لـ زاحفة بحرية كومو، وهو كائن نووي من العصر الترياسي الأوسط (قبل حوالي 240 مليون سنة) وتم اكتشاف أول مثال منها في بيرليدو، حوالي 10 كم شمال ليرنا، وتم العثور عليه في مقلع في فريزيون من غرومو. وهو الآن في متحف دي سيتوريا الطبيعي في قصر بيلجيويوسو في ليكو. 